# Гроте (дворянский род)
фон Гроте (von Grote) — ряд фамилий немецкого, шведского, остзейского и российского дворянства.

## Происхождение и история рода
Линия остезийского рода прослеживается с начала XVII века с упоминания Лютке Гроте нем. Lütke Grote из Бремена 21 февраля 1625. Два его сына, Хельмке Гроте (родился в 1653) и Гердт Гроте (умер 1666), также были гражданами Бремена. Сыном Хельмке был Гердт Гроте (родился 1674), а его сын Вильгельм Гроте (1698—1772), родившийся в Бремене, переехал в Ригу, где был купцом, старшим в Большой гильдии Риги. Его внук Фридрих фон Гроте (1768—1836) был одним из основателей Общества ссуды ливонских поместий и с 1806 по 1810 год его главным директором. С 1812 по 1830 год он был депутатом графства и с 1830 по 1822 год уездным предводителем дворянства.
В России также был известен род Гротов — потомков священника Иоахима Христиана Грота (нем. Joachim Christian Grot, 1733—1800), родоначальника семьи, давшей в России ряд заметных деятелей, в том числе академика Я. К. Грота.

## Описание герба
В серебряном поле бегущий меж стволов, стоящих на зеленой земле трех дубов натурального цвета, серый волк (средний дуб перед волком, крайние за ним).
Щит увенчан дворянским коронованным шлемом. Нашлемник — дуб натурального цвета. Намет зеленый с серебром.